# Erik Lannge
Erik Gustaf Lannge, född 8 februari 1878 i Stockholm, död där 24 juli 1955, var en svensk posttjänsteman.
Erik Lannge var son till postmästaren Salomon Abraham Hugo Lannge. Han avlade mogenhetsexamen i Västervik 1895 och anställdes därefter vid Postverket. Han blev postexpeditör 1902, överkontrollör 1909, sekreterare i Generalpoststyrelsen 1912, postdirektör i mellersta distriktet 1914 och var på nytt sekreterare hos Generalpoststyrelsen 1931–1943. Lannge var föreståndare för postelevkurserna i Stockholm 1900–1909 och föreläsare och examinator vid första högre postkursen 1918–1919. Dessutom grundade han Postmuseum och var dess föreståndare 1907–1910. Han var generalsekreterare vid Nordiska posttjänstemannamötet 1903 samt sekreterare hos 1920 års postkommitté och ledamot av 1923 års postkommitterade. 1901–1904 redigerade han Svenskt postarkiv och 1903–1919 var han utgivare av Tidskrift för postväsendet. Från 1919 var han huvudredaktör och utgivare av Nordisk posttidskrift. Lannge ledde utarbetandet av 1909 års post- och telegrafortförteckning och av Svensk ortförteckning 1935, 1939 och 1944 samt av P. T. J. Handbok för traftikverkens kunder (1943 och 1945). Vidare utgav han flera läroböcker för posttjänstemän som Kassatjänst och medelsredovisning vid postkontor (1909) och tillsammans med Johannes Döss Postboken, uppslagsbok för posttjänstemän (1908, 3:e upplagan 1915).